# Dentex
Dentex – rodzaj morskich ryb z rodziny prażmowatych (Sparidae). Ryby zaliczane do tego rodzaju nazywane są kielczakami lub kielcami. Ich cechą szczególną są wyłącznie spiczaste zęby, co jest związane ze specjalizacją pokarmową.

## Zasięg występowania
Wschodnia część Oceanu Atlantyckiego i Morze Śródziemne.

## Klasyfikacja
Gatunki zaliczane do tego rodzaju:
- Dentex abei
- Dentex angolensis – kielczak angolański[2]
- Dentex barnardi
- Dentex canariensis – kielczak kanaryjski[4]
- Dentex congoensis – kielczak kongijski[2]
- Dentex dentex – kielczak śródziemnomorski[5], kielczak właściwy[6], kielec[7], kielec właściwy[4]
- Dentex fourmanoiri
- Dentex gibbosus – kielec garbacz[7]
- Dentex hypselosomus
- Dentex macrophthalmus – kielczak wielkooki[4], kielczak[7]
- Dentex maroccanus – kielczak marokański[4]
- Dentex multidens
- Dentex spariformis
- Dentex tumifrons – tajus[7]

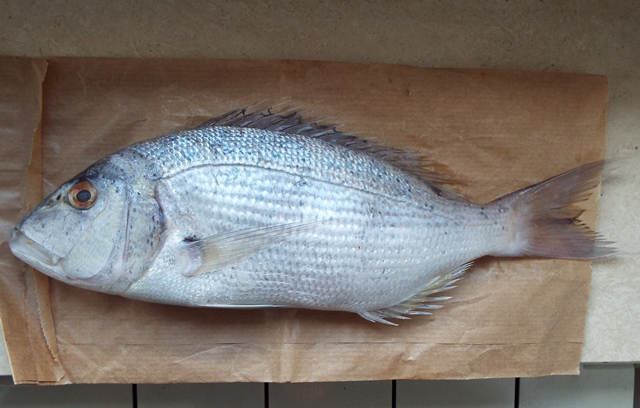
Dentex dentex